# Bactrocera curvipennis
Bactrocera curvipennis
 es una especie de díptero que Walter Wilson Froggatt describió por primera vez en 1909. Bactrocera curvipennis pertenece al género Bactrocera de la familia Tephritidae.